# Ле-Лонзак
Ле-Лонза́к (фр. Le Lonzac, окс. Olonsac) — коммуна во Франции, находится в регионе Лимузен. Департамент — Коррез. Входит в состав кантона Треньяк. Округ коммуны — Тюль.
Код INSEE коммуны — 19118.
Коммуна расположена приблизительно в 380 км к югу от Парижа, в 60 км юго-восточнее Лиможа, в 23 км к северу от Тюля.

## Население
Население коммуны на 2008 год составляло 796 человек.
| 1962 | 1968 | 1975 | 1982 | 1990 | 1999 | 2008 |
| ---- | ---- | ---- | ---- | ---- | ---- | ---- |
| 983  | 1084 | 992  | 929  | 855  | 776  | 796  |

## Экономика

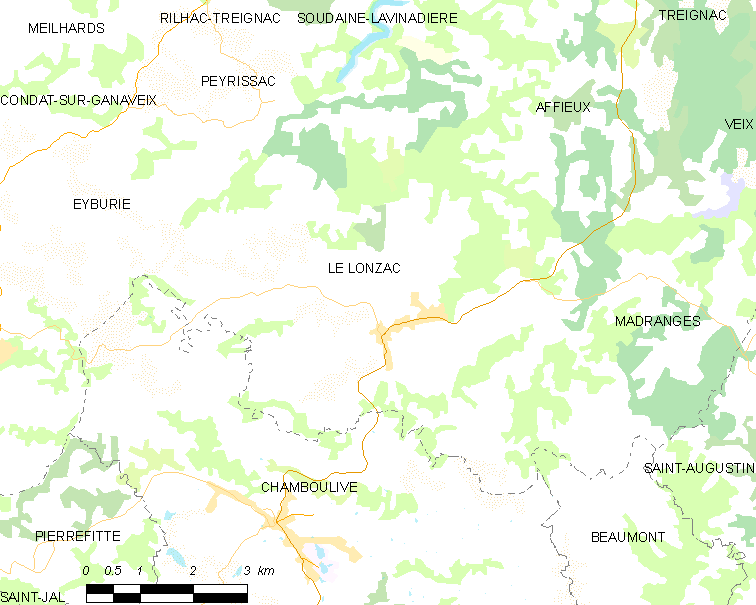
Карта коммуны

В 2007 году среди 388 человек в трудоспособном возрасте (15-64 лет) 242 были экономически активными, 146 — неактивными (показатель активности — 62,4 %, в 1999 году было 72,7 %). Из 242 активных работали 233 человека (117 мужчин и 116 женщин), безработных было 9 (6 мужчин и 3 женщины). Среди 146 неактивных 21 человек были учениками или студентами, 97 — пенсионерами, 28 были неактивными по другим причинам.